# أندرو بورغس
أندرو بورغس (بالإنجليزية: Andrew Burgess)‏ هو لاعب دوري الرغبي أيرلندي، ولد في 1 أبريل 1970 في سالفورد في المملكة المتحدة.